# Ozerna (obwód kijowski)
Ozerna (ukr. Озерна) – wieś na Ukrainie, w obwodzie kijowskim, w rejonie białocerkiewskim, w hromadzie Mała Wilszanka. W 2001 liczyła 2975 mieszkańców, spośród których 2936 wskazało jako ojczysty język ukraiński, 37 rosyjski, a 2 białoruski.